# Gare de Lauterbourg
La gare de Lauterbourg est une gare ferroviaire française située sur le territoire de la commune de Lauterbourg, dans la collectivité européenne d'Alsace, en région Grand Est.
C'est une gare de la Société nationale des chemins de fer français (SNCF), du réseau TER Grand Est, desservie par des trains express régionaux. Gare frontière, elle est également desservie par des trains de la Deutsche Bahn.

## Situation ferroviaire
Établie à  111 mètres d'altitude, la gare de Lauterbourg est située au point kilométrique (PK) 55,493 de la ligne de Strasbourg à Lauterbourg, entre la gare de Mothern et la frontière franco-allemande. Elle est reliée au réseau ferroviaire allemand par la Bienwaldbahn.
Gare de bifurcation, elle constitue l'origine de la courte ligne de Lauterbourg-Gare à Lauterbourg-Port-du-Rhin et était l'aboutissement, au PK 20,745, de l'ancienne ligne de Wissembourg à Lauterbourg-Gare aujourd'hui déclassée.

## Histoire
Les travaux de construction de la gare de Lauterbourg débutent en 1874. La ligne de Strasbourg à Lauterbourg est ouverte le 25 juillet 1876 par la Direction générale impériale des chemins de fer d'Alsace-Lorraine.
En 1900, la gare est agrandie pour permettre l'exploitation de la nouvelle ligne de Wissembourg à Lauterbourg, mise en service le 1er juillet de la même année.
Le train Riviera-Express de la Compagnie des wagons-lits, reliant Berlin à Nice via Francfort, dessert la gare à partir du 3 décembre 1900. Il disparait lorsque le premier conflit mondial éclate.
Le 19 juin 1919, la gare entre dans le réseau de l'Administration des chemins de fer d'Alsace et de Lorraine (AL), à la suite de la victoire française lors de la Première Guerre mondiale.
Afin de faire face au déplacement de la frontière franco-allemande, une nouvelle extension, comportant un bureau des douanes est réalisée en 1920
Le 1er janvier 1938, la SNCF devient concessionnaire des installations ferroviaires de Lauterbourg. Cependant, après l'annexion allemande de l'Alsace-Lorraine, c'est la Deutsche Reichsbahn qui gère la gare pendant la Seconde Guerre mondiale, du 1er juillet 1940 jusqu'à la Libération (en 1944 – 1945).
Le service voyageurs en direction de Wissembourg est fermé le 1er octobre 1947.
Lauterbourg comportait également un dépôt-relais secondaire.
En mars 2013, la fréquentation en voyageurs de la gare est de 214 montants et 316 descendus des trains de la ligne Strasbourg - Lauterbourg.
En 2022, la SNCF estime la fréquentation de la gare à 26 775 voyageurs.

## Fréquentation
De 2015 à 2023, selon les estimations de la SNCF, la fréquentation annuelle de la gare s'élève aux nombres indiqués dans le tableau ci-dessous.
| Année     | 2015   | 2016   | 2017   | 2018   | 2019   | 2020   | 2021   | 2022   | 2023   |
| --------- | ------ | ------ | ------ | ------ | ------ | ------ | ------ | ------ | ------ |
| Voyageurs | 23 136 | 22 610 | 24 950 | 21 638 | 25 742 | 15 414 | 17 697 | 26 775 | 33 017 |

## Service des voyageurs

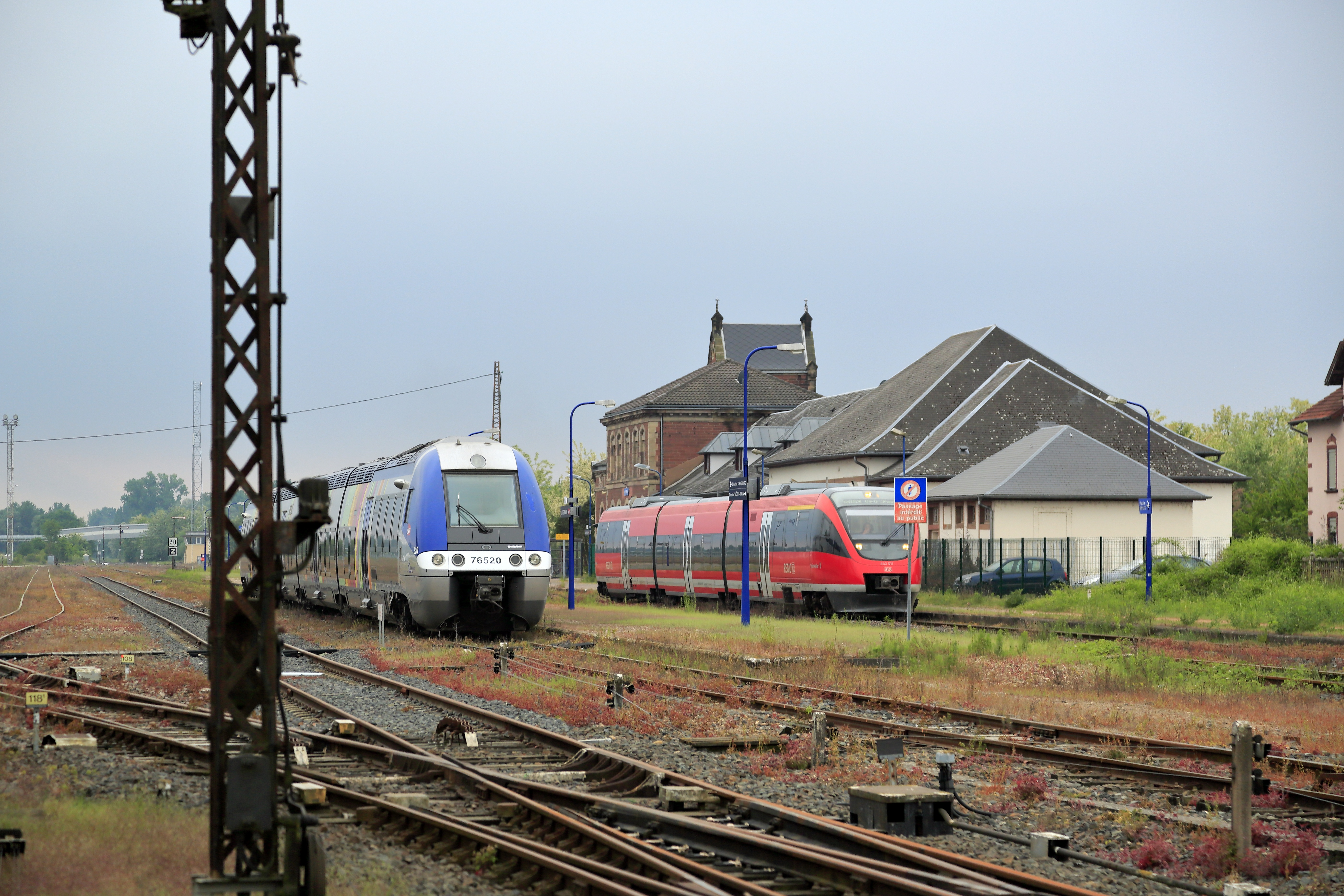
Une rame allemande et une rame française en gare de Lauterbourg.

### Accueil
Halte SNCF, c'est un point d'arrêt non géré (PANG) à accès libre. Elle est équipée d'un automate pour l'achat de titres de transport régionaux. En plus, on y trouve un distributeur de billets de la Deutsche Bahn (billets DB, D-Tarif, KVV et VRN). Elle dispose de deux quais avec abris.

### Desserte
Lauterbourg est une halte voyageurs du réseau TER Grand Est, desservie par des trains express régionaux de la relation : Strasbourg-Ville - Lauterbourg.
Elle est également desservie par des trains régionaux allemands (Regionalbahn) de la relation Wörth (Rhein) - Lauterbourg, nommée RB 52.
Le weekend, certaines trains circulent directement entre Strasbourg et Wörth sans changement nécessaire.
L'offre des horaires montant en trains par jour :
| Relation       | Lundi au vendredi | Lundi au vendredi | Samedi  | Samedi  | Dimanche et jours fériés | Dimanche et jours fériés |
| Relation       | Départs           | Arrivés           | Départs | Arrivés | Départs                  | Arrivés                  |
| -------------- | ----------------- | ----------------- | ------- | ------- | ------------------------ | ------------------------ |
| Strasbourg     | 9                 | 10                | 7       | 7       | 5                        | 5                        |
| Wörth am Rhein | 18                | 18                | 15      | 15      | 14                       | 14                       |

### Tarification allemande
Côté allemand, la gare de Lauterbourg fait partie de l'association tarifaire Syndicat des transports de Karlsruhe (de) (KVV) pour les voyages vers Wörth, Germersheim et Karlsruhe, et du Syndicat des transports Rhin-Neckar (de) (VRN) pour les voyages vers Landau, Neustadt (Weinstraße), Kaiserslautern et Mannheim et environs.
Aussi, le billet journée du Land de Rhénanie-Palatinat, le Rheinland-Pfalz-Ticket est valable jusqu'à Lauterbourg, mais pas le billet Quer-durchs-Land-Ticket.

### Intermodalité
Un parc pour les vélos et un parking pour les véhicules y sont aménagés.
Desserte par des « autocars TER » sur la relation Rœschwoog (gare) - Seltz (gare) - Lauterbourg (gare). L'ancien route autocars interurbain du Réseau 67 de la relation Lauterbourg - Wissembourg (ligne 314) était supprimé.

## Service du fret
Cette gare est ouverte au service du fret : desserte portuaire, trains entiers et wagons isolés pour certains clients.
Le document de référence du réseau (DRR) pour l'horaire de service 2019 indique que la cour marchandises de Lauterbourg est « accessible après diagnostic et remise en état éventuelle ». Ce même document précise que la gare dessert une installation terminale embranchée (ITE).

## Patrimoine ferroviaire
Le bâtiment voyageurs (BV) de Lauterbourg se compose d'un corps central rectangulaire de cinq travées à étage coiffé d'un toit à deux croupes avec sur sa droite une aile de deux travées à étage en mezzanine et toit à deux versants qui se termine par un mur-pignon aveugle originellement percé d'ouvertures à chaque étage. La tour d'horloge emploie une disposition en bâtière transversale avec deux pignons coiffés de ferronneries décoratives ; la façade est en pierres. Une aile de service de deux travées sans étage et un bâtiment annexe ont été supprimés au profit du second bâtiment. La gare de Bischheim possède un BV semblable avec une aile plus réduite à droite de la tour.
Inauguré en 1920 pour faire face au nouveau rôle de gare frontalière de Lauterbourg, le bâtiment des douanes directement accolé à l'ancien est constitué d'un long volume de 16 travées sans étage avec un avant-corps de cinq travées sous une toiture à croupes légèrement surélevée. Cette construction plus récente apparait initialement de couleur semblable à la gare du XIXe siècle ; le crépi de sa façade a depuis été peint en blanc. L'encadrement de la première ouverture de l'aile démolie ainsi que le soubassement en pierre ont été intégrés au bâtiment de 1920.

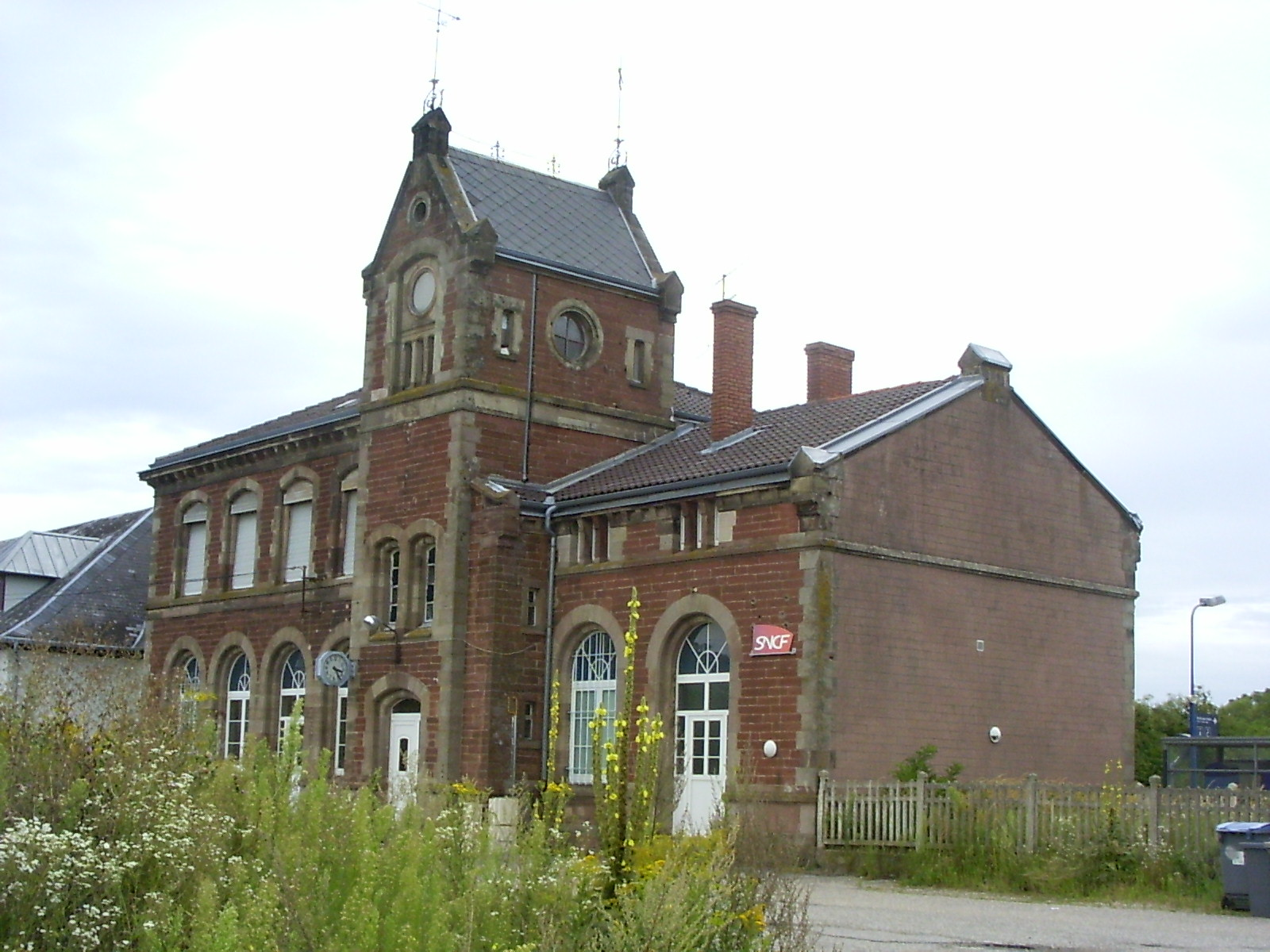
Le bâtiment côté rue.
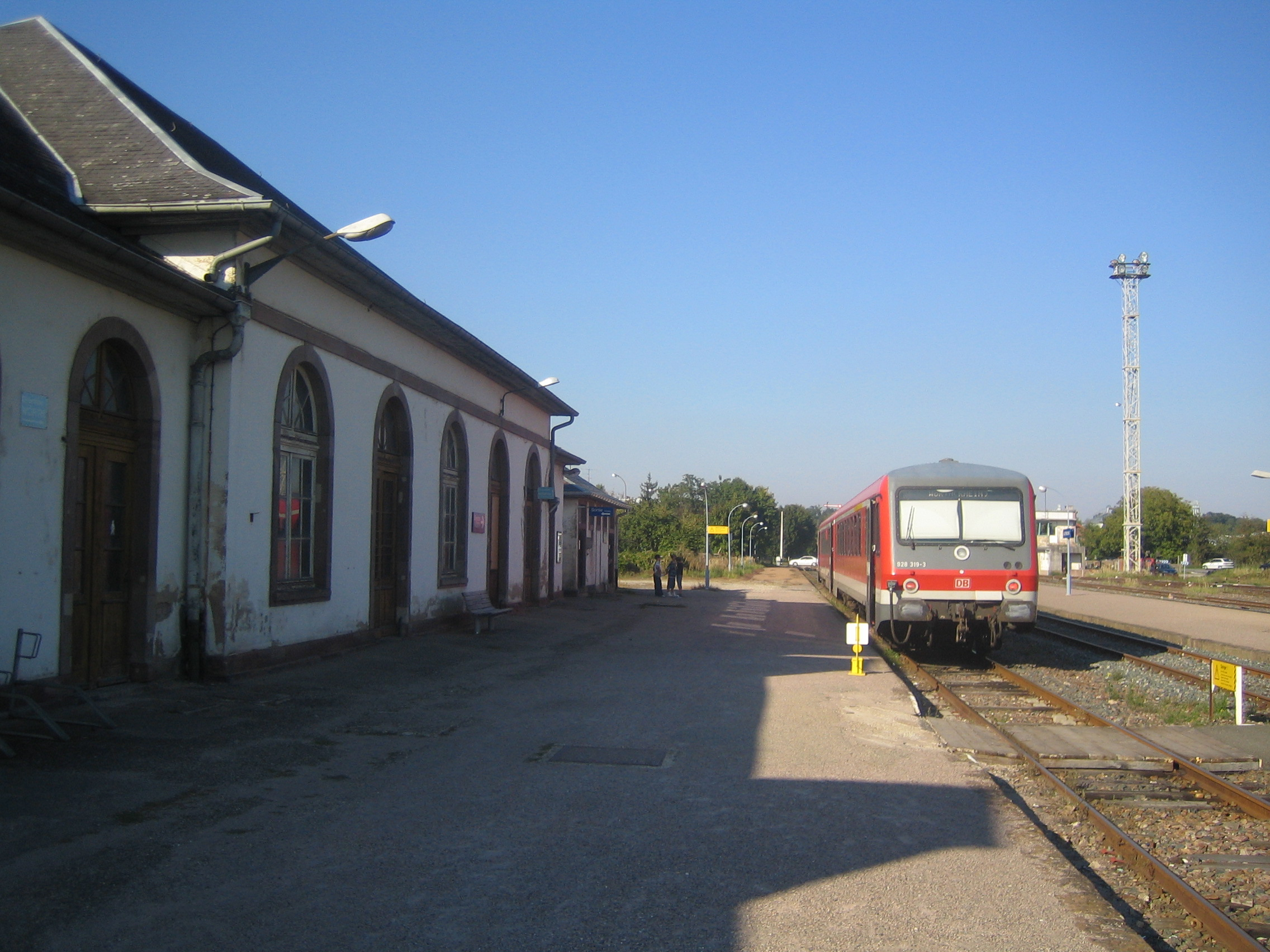
Bâtiment des douanes.
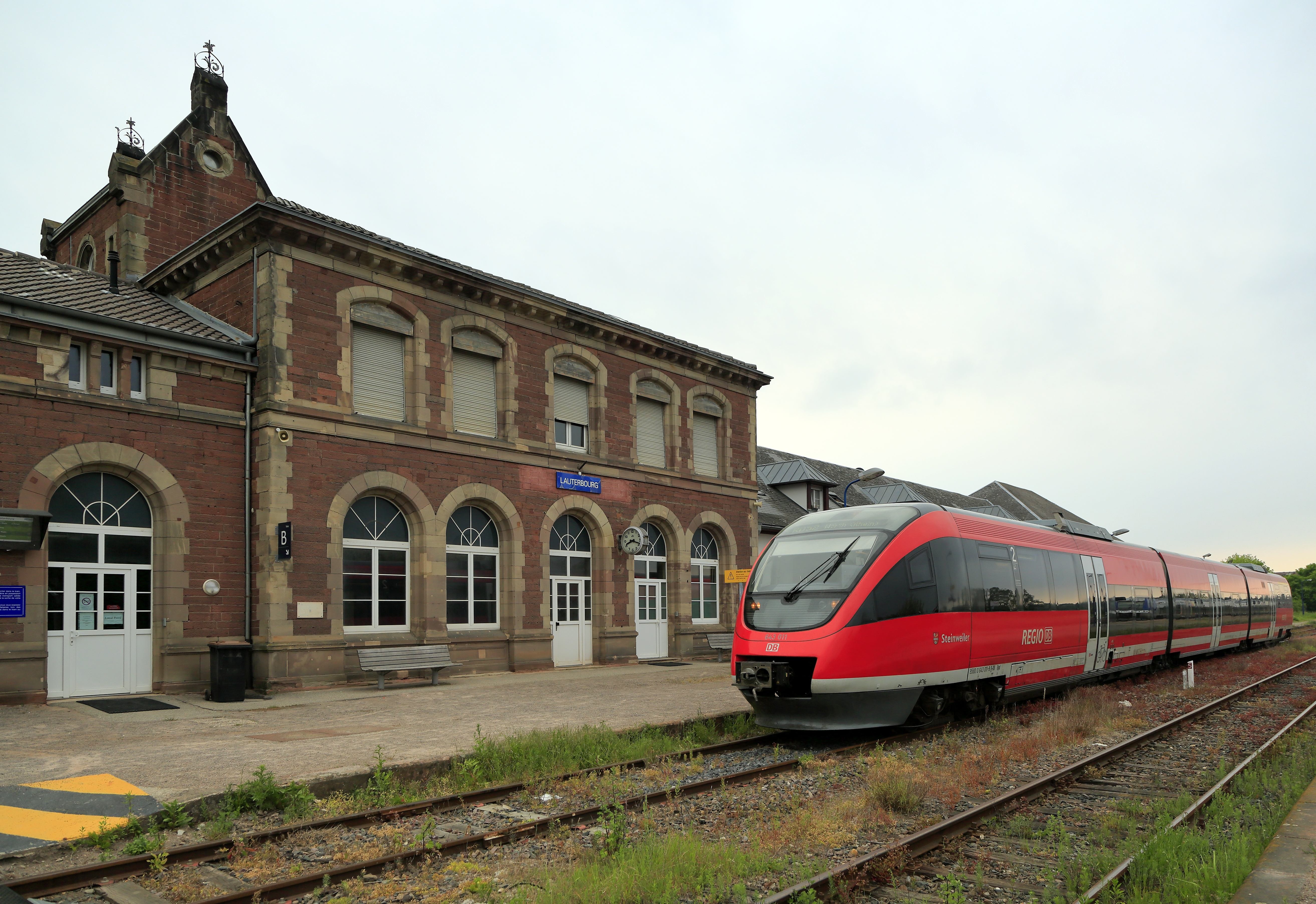
Côté quais.